# Ficedula timorensis
El papamoscas de Timor (Ficedula timorensis) es una especie de ave paseriforme de la familia Muscicapidae.

## Distribución geográfica y hábitat
Es endémica de las selvas de Timor y la adyacente isla de Jaco.

## Estado de conservación
Se encuentra amenazada por la pérdida de su hábitat natural.